# (14469) Komatsuataka
(14469) Komatsuataka est un astéroïde de la ceinture principale.

## Description
(14469) Komatsuataka est un astéroïde de la ceinture principale. Il fut découvert le 12 septembre 1993 à Kitami par Kin Endate et Kazuro Watanabe. Il présente une orbite caractérisée par un demi-grand axe de 2,58 UA, une excentricité de 0,27 et une inclinaison de 12,3° par rapport à l'écliptique.

## Compléments